# Highway 407 (metropolitana di Toronto)
Highway 407 è una stazione della linea Yonge-University della metropolitana di Toronto. È una delle sole due stazioni della rete, insieme a Vaughan Metropolitan Centre, a trovarsi fuori dai confini della città di Toronto.

## Storia
Il contratto per la realizzazione della stazione, progettata come parte del prolungamento proveniente da Sheppard West, fu assegnato il 19 gennaio 2011. La stazione venne inaugurata il 17 dicembre 2017, dopo sei anni di lavori.

## Strutture e impianti
Highway 407 è una stazione sotterranea passante con due binari e una banchina ad isola. La stazione, progettata da Aedas e Parsons Brinckerhoff, possiede un ampio ingresso su Jane Street, dove è posizionata un'opera d'arte dell'artista David Pearl intitolata Sky Ellipse, che si compone di una serie di pannelli di vetro colorati.

## Servizi
La stazione è accessibile ai portatori di disabilità grazie alla presenza di ascensori.
- Biglietteria automatica

## Interscambi
La stazione è servita da diverse linee automobilistiche gestite da York Region Transit e GO Transit.
- Fermata autobus